# Adolf Theis

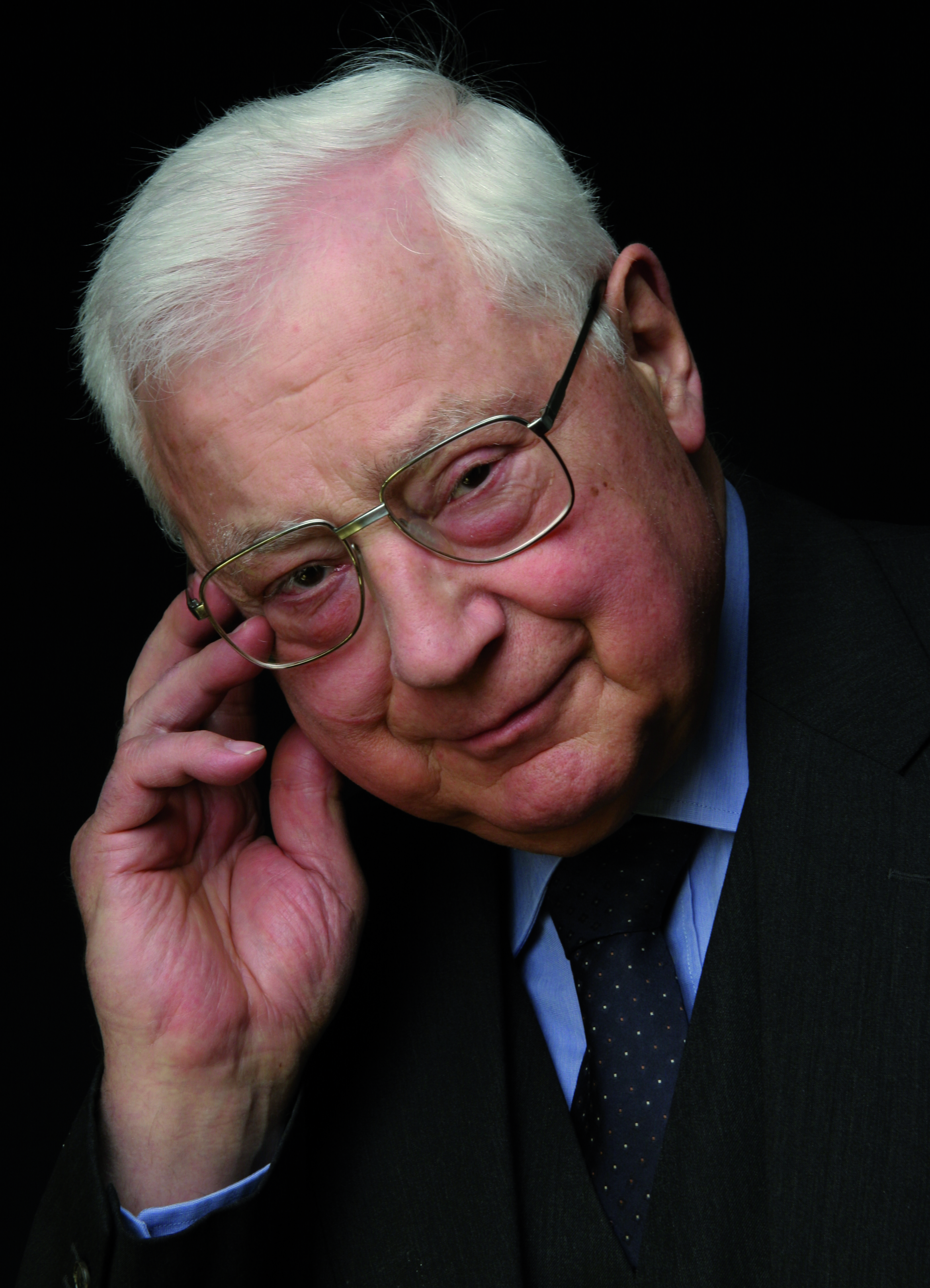
Adolf Theis, März 2006 in Berlin

Adolf Theis (* 24. März 1933 in Karlsruhe; † 24. Dezember 2013 in Berlin) war ein deutscher Jurist und von 1972 bis 1995 Präsident der Eberhard Karls Universität Tübingen.

## Leben
Nach dem Jurastudium und dem zweiten juristischen Staatsexamen trat Adolf Theis eine Stelle als Regierungsassessor im Landratsamt Reutlingen an. Danach arbeitete er fünf Jahre im Stuttgarter Landwirtschaftsministerium. Von 1965 bis 1968 war er leitender Verwaltungsbeamter der Landwirtschaftlichen Hochschule in Hohenheim. 1968 wurde er Oberregierungsrat im Bundeswissenschaftsministerium und arbeitete dort am Entwurf des Hochschulrahmengesetzes für wissenschaftliche Forschung. 1970 war er Ministerialrat und Referent für Planungsmethoden und Planungstechnik im Bundeskanzleramt.
Im Mai 1972 wurde Theis vom Großen Senat der Eberhard-Karls-Universität in Tübingen zum Präsidenten der Universität gewählt. Von 138 abgegebenen Stimmen entfielen damals 104 Stimmen auf Theis, während sein wichtigster Mitbewerber Ignaz Bender, leitender Verwaltungsbeamter der Universität Trier, nur auf 20 Stimmen kam. Theis trat das Amt am 1. Oktober 1972 an. Als Devise gab er damals an: „Ich bin nach Tübingen gegangen, weil ich der Meinung bin, dass der Universitätspräsident die Konflikte auf sich ziehen und den Lehrkörper von Konflikten freihalten muss.“ Dieses Amt nahm er 23 Jahre lang mit zwei Wiederwahlen (1980, 1988) wahr.
Die Bedingungen zu seinem Amtsantritt wurden als aufgrund von Unruhen und Gruppenkonflikten „außerordentlich schwierig“ beschrieben. Zeitweise gab es heftige Konflikte mit Vertretern der Studierenden, die z. B. zur 500-Jahr-Feier der Universität im Jahr 1977 ein „Gegenjubiläum“ veranstalteten. Nach dem Tod von Ernst Bloch im Sommer dieses Jahres forderten Studierende eine Umbenennung der Universität nach Bloch und brachten über nacht einen entsprechenden Schriftzug am Universitätsgebäude an. Theis sprach in diesem Zusammenhang von „Schmierern und deren ganzer Brut“.
Zu den Schwerpunkten von Theis' Amtszeit gehörten die Reform der Universitätsverwaltung und der Ausbau und die Pflege internationaler Beziehungen. In seine Amtszeit fallen unter anderem die Einrichtung des Studienganges Betriebswirtschaftslehre, der Aufbau der Mikrobiologie und Molekularbiologie und die Gründung der Fakultät für Informatik, sowie der Bau des Klinikums auf dem Schnarrenberg.
Theis gründete 1997 gemeinsam mit seiner Ehefrau Masako Katagami-Theis die BPT AG, eine Beratungs- und Planungsgesellschaft für Kliniken, Senioren- und Kureinrichtungen. Sie wählte als Firmenlogo zwei Blätter eines Ginkgobaums aus ihrer japanischen Heimat – ein Symbol der Beständigkeit, Zähigkeit und Aufrichtigkeit aus der 1999 die ProCurand AG hervorging, die heute als Betreiber und Eigentümer von Senioreneinrichtungen und als Dienstleister für Betriebsgesellschaften im Sozial- und Gesundheitswesen tätig ist.

## Auszeichnungen
Adolf Theis führte einen Ehrenprofessorentitel sowie sechs internationale Ehrendoktortitel (Prof.e.h. Dr.h.c.mult.). 1989 erhielt er die Universitätsmedaille der Medizinischen Universität Pécs. Er war Prof. e.h. der Heilongjiang Universität, Harbin. Er war Ehrensenator der Universität Tübingen.
1995 erhielt er das Bundesverdienstkreuz 1. Klasse; 1996 wurde er Ehrenbürger von Tübingen.

## Adolf-Theis-Stiftung
Die Adolf-Theis-Stiftung wurde zu Ehren des Altpräsidenten der Universität anlässlich seiner Verabschiedung gegründet. Zweck der Stiftung ist, internationale Beziehungen der Universität Tübingen in Forschung und Lehre zu fördern. Vorrangig sollen Nachwuchswissenschaftler und förderungswürdige Studierende von Partneruniversitäten aus Osteuropa, Lateinamerika und Schwellenländern und der Universität Tübingen Preise und Stipendien für Studien- und Forschungsaufenthalte erhalten.

## Schriften
- Adolf Theis (Hrsg.): 500 Jahre Eberhard-Karls-Universität Tübingen 1477 bis 1977. Reden zum 500jährigen Jubiläum. Hrsg. im Auftrag des Universitätspräsidenten Adolf Theis. Aus der Reihe Tübinger Universitätsreden, Band 29. Attempto-Verlag, 1977, ISBN 3-921552-03-6
- Adolf Theis (Hrsg.), Walther Graumann (Hrsg.) und Thomas Oppermann (Hrsg.): Wissenstransfer zwischen Universität und Wirtschaft: Neue Formen der Kooperation in Westeuropa. Nomos, 1986.
- Adolf Theis: Fallpauschalen für ein Modellvorhaben der Integrationsversorgung in Magdeburg. 1999.
- Adolf Theis: Abschlussbericht (Phase 2) zum medizinischen Konzept: Health Care Projekt Berlin Hohenzollerndamm. 1999.
- Adolf Theis: Perspektiven der Marktentwicklung: Der Trend zur Vernetzung und Integration. 2001.